# Katherine Mayfair
Katherine Mayfair (ex-Davis) est le nom d'un personnage fictif du feuilleton Desperate Housewives, interprété par Dana Delany.

## Histoire du personnage

### Saison 4
Katherine est une ancienne amie de Susan qui revient à Wisteria Lane au début de la Saison 4 avec sa fille Dylan et son mari Adam. 
Des années plus tôt, alors que certaines résidentes comme Bree n'étaient même pas installées à Wisteria Lane, Katherine avait mystérieusement quitté la ville, prétextant avoir été promue à Chicago. De retour dans le quartier, Katherine ne se fait pas très discrète et reprend de façon assez brutale la place qu'elle a laissée en quittant Wisteria Lane (épisode 4x02 Smiles of a summer night) . Son existence et son comportement sont gangrénés par un lourd secret concernant l'enfance de Dylan, sa fille. Une mystérieuse trace sur le sol de la nouvelle chambre de Dylan la fait éclater en sanglots (épisode 4x03 The Game).
Alors qu'une tornade arrive à Wisteria Lane (épisode 4x09 : Something's Coming), Sylvia rend visite à Adam Mayfair, et folle de rage parce qu'il ne veut pas l'embrasser, s'enferme dans les toilettes des Hodge. Bree demande à Katherine de la faire sortir mais n'y arrivant pas elle se retrouve dans le dressing avec Bree, Orson, Benjamin et Adam. Bree raconte ce que Sylvia lui a raconté, et lui dit qu'elle savait pour son tatouage à l'épaule, c'est à ce moment qu'elle comprend qu'Adam a réellement eu une aventure avec Sylvia…
Dans l'épisode 4x10 (Welcome to Kanagawa), Adam découvre le mot dévoilant toute la vérité dans le mot que Lilian Simms laissa : il quitta aussitôt Katherine qui brûla le papier. Mais plus tard, Dylan le ramassa avant que le feu ne l'eut consommé. Ces lambeaux lui révélèrent que son père a été… assassiné.
Le secret de son premier mari (Wayne Davis, interprété par Gary Cole) est révélé lors de l'épisode 4x11 (Sunday) : en réalité, Wayne Davis était violent avec sa femme, même après ses excuses lors de la naissance de Dylan. Mais une nuit sombre, une dispute eut lieu à propos de Dylan et Wayne commença à agresser Katherine, elle le poussa par terre et, profitant de ce moment de faiblesse, prit un chandelier située au-dessus de la cheminée et le frappa avec, ce qui provoqua sa chute.
Dans l'épisode 4x13 (Hello Little Girl), on découvre que Wayne Davis est tout ce qu'il y a de plus vivant : c'est un officier de police qui, pour rencontrer sa fille Dylan, l'arrête et ils se donnent rendez-vous plus tard où il répondra aux questions de la jeune demoiselle. Mais Katherine ne saura rien de cet évènement. Plus tard, Wayne Davis découvre que la jeune fille qu'il considère comme sa fille ne porte plus de cicatrice au bras d'un accident de vélo lorsqu'elle était petite.
Dans l'épisode final de la saison 4 (épisodes 16 et 17) il séquestre Adam, le mari de Katherine, mais celui-ci arrive à s'échapper. Wayne s'introduit ensuite chez Katherine et la retient chez elle et la menace, il enlève également Bree Hodge qui frappait à la porte de chez Katherine. Il force Katherine à lui dire la vérité sur leur fille en menaçant Bree avec une arme. Katherine raconte donc l'histoire : après leur violente dispute où Katherine frappe Wayne avec un chandelier, elle s'endort sur le canapé. Elle est réveillée par les cris de sa tante, elle monte à l'étage et découvre sa jeune fille écrasée sous une armoire, à la main la poupée que Katherine avait rangée en haut de l'armoire. Elle décide donc d'enterrer la jeune Dylan, ensuite, pour que Wayne ne lui fasse pas payer la mort de leur fille, elle va en Roumanie pour adopter une orpheline ressemblant à sa fille Dylan. Après avoir appris la vérité, Wayne menace Katherine avec son arme mais il entend quelqu'un dans la maison, il descend. C'est Adam qui est entré dans la maison et celui-ci a réussi à désarmer Wayne et à le mettre à terre. Katherine tient ensuite Wayne en joue pour éviter qu'il s'enfuie ou tente quoi que ce soit. Elle se rend compte que Wayne cherchera tout le reste de sa vie à lui faire payer la mort de leur fille. Elle décide donc de l'abattre. Elle ne sera pas inculpée pour meurtre grâce à Bree qui convaincra Susan Mayer, Lynette Scavo et Gabrielle Solis de mentir aux policiers. Les quatre femmes inventent que Wayne a tenté d'attaquer Katherine et qu'elle l'a tué par légitime défense.
La saison 4 se termine par un flash-forward (bond dans le futur) de cinq ans. On apprend que Katherine vit toujours a Wisteria Lane, qu'elle vit seule et que sa « fille », Dylan, s'est fiancée à Paris (sous la tour Eiffel).

### Saison 5
Cinq ans après avoir assassiné Wayne Davis, on apprend qu'elle travaille avec Bree Van de Kamp, aujourd'hui grande cuisinière. Dans l'épisode 5x05 (Mirror, Mirror) on y apprend qu'elle est arrivée à ce statut, car elle a su aider Bree, quand elle a eu tendance à retomber dans l'alcoolisme, en emménageant chez elle pour la soutenir. Elle a une liaison avec un ancien ami d'Orson Hodge, rencontré en prison, puis avec Mike Delfino.
Katherine met la pression sur Mike afin que celui-ci s'engage davantage et lui demande de l'épouser, alors que celui-ci est hésitant et réticent. Mike et Katherine se fiancent finalement à la fin de la saison, après que Susan ait annoncé son mariage blanc avec Jackson (afin d'éviter que celui-ci ne soit renvoyé au Canada). Consciente de la fragilité de l'engagement de Mike, Katherine lui cache que le mariage de Susan est un faux. Katherine organise un mariage à la dernière minute à Las Vegas. Cependant Mike partira au dernier moment, alors qu'ils sont devant la porte d'embarquement à l'aéroport, afin d'aller sauver son fils et son ex-femme, lorsqu'il apprend que Dave Williams prévoit de les tuer.
Deux mois plus tard, le mariage de Mike a lieu (c'est la dernière scène de la saison 5) mais on ignore l'identité de la mariée.

### Saison 6
La mariée n'est autre que Susan. Katherine demande à Susan de s'excuser publiquement pendant la cérémonie. Susan l'enferme dans un placard pour éviter cela mais Katherine parvient quand même à faire un esclandre pendant la cérémonie.
Katherine restera très amoureuse de Mike et cela tournera à l'obsession. Elle espionne le couple pendant la nuit, fait des avances à Mike, cherche à manipuler MJ, etc. Quand Bree fera une pièce montée que Katherine avait dessinée pour son mariage avec Mike, elle détruit le gâteau. Bree constate la folie de Katherine et la renvoie. Croyant à un cambrioleur ou un agresseur peu après l'agression de Julie, Susan tire accidentellement sur Katherine. Dans l'épisode 9, elle se poignarde elle-même afin d'accuser Mike. Dans l'épisode 10 elle se trouve a l'hôpital. L'intervention de sa fille Dylan conduit à son hospitalisation dans un hôpital psychiatrique. Dans l'épisode 13, internée dans un hôpital psychiatrique, elle se confie à un psy: elle ouvre enfin les yeux, et se rend compte du mal qu'elle a causé à ses voisines ; Karen McCluskey lui rend visite. Katherine étant persuadée que ses amies ne lui pardonneront jamais, Karen organise une séance de chaudes retrouvailles où Bree, Lynette, Gabrielle et Susan sont présentes.
Lors de l'épisode 15 elle reprend sa place à Wisteria Lane et commence à se rapprocher de Robin Gallagher, une ex- strip-teaseuse hébergée par Susan. L'amitié se transforme rapidement en amour devant les avances faites par Robin à Katherine dans l'épisode 16. 
Katherine quitte Wisteria Lane avec Robin à la fin de l'épisode 18, afin de donner une chance à cette liaison amoureuse. Elle exprime ne pas se sentir capable de le faire sous les yeux de ses voisins car elle a trop peur du qu'en-dira-t-on.

### Saison 8
Katherine revient à Wisteria Lane dans le dernier épisode en tant qu'invitée. On apprend qu'elle a rompu avec Robin trois mois après avoir quitté Wisteria Lane. On apprend également qu'elle a créé une grande société de surgelés de produits français dont elle se vante énormément. Elle propose à Lynette le poste de PDG du pôle américain de son entreprise (un poste très important). Lynette refuse au début mais finit par accepter. Katherine, comblée, retourne ensuite à Paris trois jours plus tard.

## Après la série
L'on peut supposer que Katherine resta seule toute sa vie, selon ses propres déclarations. Peut-être qu'elle resta en contact avec Lynette Scavo car cette dernière dirigea après la série, la branche américaine de l'entreprise de Katherine.